# Време на Планк
Времето на Планк е единица за време в системата на единици на Планк.
Време на Планк представлява времето, което отнема един фотон да пропътува дължина на Планк. Също така е времетраенето на епоха на Планк. Това е най-малката единица от време, като физически смисъл.
Стойност на време на Планк отбелязвана като {\displaystyle t_{P}} се изчислява по формулата:
{\displaystyle t_{P}={\sqrt {\frac {\hbar G}{c^{5}}}}=5,39106(32)\times 10^{-44}{\mbox{ s}}}
където:
{\displaystyle {\hbar }} – намалената константа на Планк
G – гравитационна константа
c – скорост на светлината във вакуум
{\displaystyle t_{P}} – единица за време в SI системата – секундата